# Norwegischer Fußballpokal der Männer 2016
Der norwegische Fußballpokal 2016 (kurz auch NM-Cup 2016 genannt) war die 111. Austragung des Fußballpokalwettbewerbs der Männer. Die zwei Qualifikationsrunden fanden vom 03. bis zum 30. März 2016 statt. Die erste Hauptrunde wurde vom 12. bis 14. April 2016 ausgetragen. Das Finale im Ullevaal-Stadion in der norwegischen Hauptstadt Oslo fand am 20. November 2016 statt. Pokalsieger wurde der Titelverteidiger Rosenborg Trondheim.
Der Sieg hätte Rosenborg einen Platz in der zweiten Qualifikationsrunde der UEFA Europa League 2017/18 eingebracht. Da sich der Verein jedoch bereits als Sieger der Tippeligaen 2016 für die UEFA Champions League 2017/18 qualifiziert hatte, wurde dieser Platz an Haugesund, dem viertplatzierten in der Liga, weitergegeben.

## Modus und Kalender
Der Wettbewerb begann im März mit der ersten Qualifikationsrunde. An dieser durften alle Vereine der vierten und fünften Spielklasse des norwegischen Fußballverbandes Norges Fotballforbund (NFF) teilnehmen, die ein bestimmtes Leistungsniveau hatten und ein angemessenes Spielfeld besaßen. Die 96 Gewinner spielten im April in einer zweiten Qualifikationsrunde gegeneinander um die Teilnehmer an den Hauptrunden.
Zu den 48 Gewinnern der Qualifikation stießen in der ersten Hauptrunde die 80 Vereine der drei höchsten norwegischen Spielklassen: der Tippeligaen, der 1. Division und der Oddsenligaen. Es folgten noch drei weitere Hauptrunden, das Viertelfinale, das Halbfinale und schließlich im November das Finale. Das Finalspiel findet seit 1948 immer im Osloer Ullevaal-Stadion statt.
| Runde                  | Datum                         | Spiele | Vereine   | Neueinstiege |
| ---------------------- | ----------------------------- | ------ | --------- | ------------ |
| 1. Qualifikationsrunde | 28. Februar bis 16. März 2016 | 96     | 272 → 176 | 192          |
| 2. Qualifikationsrunde | 22. März bis 2. April 2016    | 48     | 176 → 128 | –            |
| 1. Runde               | 12. bis 14. April 2016        | 64     | 128 → 64  | 80           |
| 2. Runde               | 26. bis 28. April 2016        | 32     | 64 → 32   | –            |
| 3. Runde               | 3. bis 5. Mai 2016            | 16     | 32 → 16   | –            |
| 4. Runde               | 25. Mai 2016                  | 8      | 16 → 8    | –            |
| Viertelfinale          | 21. bis 22. September 2016    | 4      | 8 → 4     | –            |
| Halbfinale             | 26. bis 27. Oktober 2016      | 2      | 4 → 2     | –            |
| Finale                 | 20. November 2016             | 1      | 2 → 1     | –            |

## 1. Runde
| Datum      |                       | Ergebnis               |                      |
| ---------- | --------------------- | ---------------------- | -------------------- |
| 12.04.2016 | Stord IL              | 1:8                    | FK Haugesund         |
|            | Aurskog-Høland FK     | 1:4                    | Lillestrøm SK        |
| 13.04.2016 | Fram Larvik           | 3:0                    | Flekkerøy IL         |
|            | IF Fløya              | 0:6                    | FK Bodø/Glimt        |
|            | IK Junkeren           | 0:1                    | Tromsdalen UIL       |
|            | Østsiden IL           | 2:3 n. V.              | Fredrikstad FK       |
|            | Nesodden IF           | 0:6                    | Moss FK              |
|            | Ås IL                 | 0:5                    | Sarpsborg 08 FF      |
|            | FK Sparta Sarpsborg   | 2:0                    | Follo Fotball        |
|            | Kvik Halden FK        | 3:1                    | Ullern IF            |
|            | Kråkerøy IF           | 0:2                    | KFUM Oslo            |
|            | Lillehammer FK        | 3:1                    | Nybergsund IL-Trysil |
|            | Brumunddal Fotball    | 1:6                    | Ullensaker/Kisa IL   |
|            | FK Gjøvik Lyn         | 3:0                    | Raufoss IL           |
|            | Løten FK              | 1:4                    | Vålerenga Oslo       |
|            | Vestfossen IF         | 2:4                    | Bærum SK             |
|            | Elverum Fotball       | 2:1                    | Tynset IF            |
|            | Valdres FK            | 1:5                    | Sogndal Fotball      |
|            | Korsvoll IL           | 1:4                    | Stabæk Fotball       |
|            | Skeid Oslo            | 1:3                    | Strømmen IF          |
|            | Lyn Oslo              | 0:7                    | Tromsø IL            |
|            | Funnefoss/Vormsund IL | 2:3                    | Asker Fotball        |
|            | Flisa IL              | 0:1                    | Kongsvinger IL       |
|            | FK Tønsberg           | 5:2                    | Oppsal IF            |
|            | FK Ørn-Horten         | 0:3                    | Kjelsås Fotball      |
|            | Kongsberg IF          | 1:8                    | Strømsgodset IF      |
|            | Åkra IL               | 0:3                    | SK Vard Haugesund    |
|            | Frøyland IL           | 0:1                    | Egersunds IK         |
|            | Vardeneset BK         | 1:5                    | Viking Stavanger     |
|            | Riska FK              | 2:3                    | Bryne FK             |
|            | Sola FK               | 1:3                    | FK Vidar             |
|            | Notodden FK           | 3:1                    | Lørenskog IF         |
|            | Tollnes BK            | 0:5                    | Odds BK              |
|            | FK Vigør              | 1:2 n. V.              | FK Jerv              |
|            | Charlottenlund SK     | 3:4 n. V.              | Levanger FK          |
|            | Godøy IL              | 1:6                    | IL Hødd              |
|            | Spjelkjavik IL        | 0:1                    | Aalesunds FK         |
|            | KIL-Hemne Fotball     | 1:2                    | Nardo FK             |
|            | SK Trygg/Lade         | 0:2                    | Ranheim Fotball      |
|            | Kolstad Fotball       | 0:2                    | Byåsen Toppfotball   |
|            | IL Stjørdals-Blink    | 3:3 n. V. (4:3 i. E.)  | Strindheim IL        |
|            | Åfjord IL             | 0:3                    | Rosenborg Trondheim  |
|            | SK Herd               | 2:2 n. V. (4:2 i. E.)  | Kristiansund BK      |
|            | Tertnes Fotball       | 0:5                    | Åsane Fotball        |
|            | FK Fyllingsdalen      | 1:1 n. V. (2:4 i. E.)  | Varegg Fotball       |
|            | Os TF                 | 2:3 n. V.              | Lysekloster IL       |
|            | Sotra FK              | 1:3                    | Fana IL              |
|            | Kristiansund FK       | 0:6                    | Molde FK             |
|            | Førde IL              | 0:0 n. V. (5:4 i. E.)  | Brann Bergen         |
|            | Brattvåg IL           | 2:1 n. V.              | Florø SK             |
|            | Vestsiden-Askøy IL    | 2:4                    | Nest-Sotra Fotball   |
|            | FK Senja              | 1:1 n. V. (10:9 i. E.) | Skjervøy IK          |
|            | Harstad IL            | 0:1                    | FK Mjølner           |
|            | Eidsvold TF           | 0:0 n. V. (3:2 i. E.)  | Ham-Kam              |
|            | Halsen IF             | 0:8                    | Sandefjord Fotball   |
|            | Sandnessjøen IL       | 0:1                    | Mo IL                |
|            | Salangen IF           | 0:1                    | Finnsnes IL          |
| 14.04.2016 | Kirkenes IF           | 2:5 n. V.              | Alta IF              |
|            | Grorud IL             | 4:2 n. V.              | Pors Grenland        |
|            | Holmen IF             | 1:4                    | Mjøndalen IF         |
|            | Madla IL              | 1:2                    | Sandnes Ulf          |
|            | FK Donn               | 0:8                    | Start Kristiansand   |
|            | Arendal Fotball       | 2:3 n. V.              | Vindbjart FK         |
|            | Hønefoss BK           | 1:0                    | Frigg Oslo FK        |

## 2. Runde
| Datum      |                     | Ergebnis              |                     |
| ---------- | ------------------- | --------------------- | ------------------- |
| 26.04.2016 | Eidsvold TF         | 0:1                   | Strømsgodset IF     |
| 27.04.2016 | Kjelsås Fotball     | 0:1                   | Sandefjord Fotball  |
|            | Moss FK             | 1:2                   | Fredrikstad FK      |
|            | Grorud IL           | 2:3                   | Molde FK            |
|            | Asker Fotball       | 2:2 n. V. (4:3 i. E.) | Mjøndalen IF        |
|            | Bærum SK            | 2:0                   | Ullensaker/Kisa IL  |
|            | Strømmen IF         | 3:1                   | Notodden FK         |
|            | Fana IL             | 1:3                   | Nest-Sotra Fotball  |
|            | SK Vard Haugesund   | 0:3                   | Viking Stavanger    |
|            | FK Vidar            | 2:2 n. V. (5:4 i. E.) | Bryne FK            |
|            | Lysekloster IL      | 3:6 n. V.             | Åsane Fotball       |
|            | Brattvåg IL         | 1:0                   | IL Hødd             |
|            | SK Herd             | 3:4 n. V.             | Aalesunds FK        |
|            | Nardo FK            | 2:1                   | Ranheim Fotball     |
|            | Egersunds IK        | 0:2                   | Sandnes Ulf         |
|            | Lillehammer FK      | 0:2                   | Lillestrøm SK       |
|            | FK Gjøvik Lyn       | 2:3                   | KFUM Oslo           |
|            | Elverum Fotball     | 0:1                   | Kongsvinger IL      |
|            | Hønefoss BK         | 1:3                   | Vålerenga Oslo      |
|            | Vindbjart FK        | 2:0                   | FK Jerv             |
|            | Fram Larvik         | 0:3                   | Start Kristiansand  |
|            | FK Tønsberg         | 0:6                   | Odds BK             |
|            | FK Mjølner          | 0:2                   | Tromsø IL           |
|            | Mo IL               | 0:6                   | FK Bodø/Glimt       |
|            | IL Stjørdals-Blink  | 1:0                   | Levanger FK         |
|            | Byåsen Toppfotball  | 1:5                   | Rosenborg Trondheim |
| 28.04.2016 | FK Sparta Sarpsborg | 1:7                   | Stabæk Fotball      |
|            | Kvik Halden FK      | 0:3                   | Sarpsborg 08 FF     |
|            | Varegg Fotball      | 2:4                   | FK Haugesund        |
|            | Førde IL            | 0:1                   | Sogndal Fotball     |
|            | Tromsdalen UIL      | 5:3                   | FK Senja            |
|            | Alta IF             | 3:1                   | Finnsnes IL         |

## 3. Runde
| Datum      |                    | Ergebnis              |                     |
| ---------- | ------------------ | --------------------- | ------------------- |
| 03.05.2016 | Brattvåg IL        | 1:1 n. V. (5:4 i. E.) | Aalesunds FK        |
| 04.05.2016 | Nardo FK           | 1:4                   | Rosenborg Trondheim |
|            | Nest-Sotra Fotball | 1:0                   | Sogndal Fotball     |
|            | IL Stjørdals-Blink | 2:1                   | Molde FK            |
|            | Tromsdalen UIL     | 2:3                   | Tromsø IL           |
|            | Åsane Fotball      | 1:4                   | FK Haugesund        |
|            | FK Vidar           | 2:1                   | Viking Stavanger    |
|            | Bærum SK           | 0:3                   | Stabæk Fotball      |
|            | Asker Fotball      | 2:3                   | Odds BK             |
|            | Kongsvinger IL     | 1:1 n. V. (4:3 i. E.) | Strømmen IF         |
|            | Sandefjord Fotball | 1:0                   | Lillestrøm SK       |
|            | Vindbjart FK       | 1:2                   | Strømsgodset IF     |
|            | Sandnes Ulf        | 3:1                   | Start Kristiansand  |
|            | KFUM Oslo          | 0:2                   | Vålerenga Oslo      |
| 05.05.2016 | Alta IF            | 1:4                   | FK Bodø/Glimt       |
|            | Fredrikstad FK     | 1:3                   | Sarpsborg 08 FF     |

## Achtelfinale
| Datum      |                     | Ergebnis              |                    |
| ---------- | ------------------- | --------------------- | ------------------ |
| 25.05.2016 | Tromsø IL           | 3:2 n. V.             | Odds BK            |
|            | Vålerenga Oslo      | 3:1                   | FK Vidar           |
|            | Strømsgodset IF     | 1:0                   | Stabæk Fotball     |
|            | Sarpsborg 08 FF     | 3:0                   | IL Stjørdals-Blink |
|            | FK Bodø/Glimt       | 3:3 n. V. (7:6 i. E.) | FK Haugesund       |
|            | Kongsvinger IL      | 1:0                   | Brattvåg IL        |
|            | Sandefjord Fotball  | 2:1                   | Sandnes Ulf        |
|            | Rosenborg Trondheim | 3:1                   | Nest-Sotra Fotball |

## Viertelfinale
| Datum      |                 | Ergebnis              |                     |
| ---------- | --------------- | --------------------- | ------------------- |
| 21.09.2016 | FK Bodø/Glimt   | 4:0                   | Sarpsborg 08 FF     |
|            | Tromsø IL       | 1:1 n. V. (3:5 i. E.) | Rosenborg Trondheim |
| 22.09.2016 | Kongsvinger IL  | 2:1                   | Sandefjord Fotball  |
|            | Strømsgodset IF | 2:0                   | Vålerenga Oslo      |

## Halbfinale
| Datum      |                     | Ergebnis |                |
| ---------- | ------------------- | -------- | -------------- |
| 26.10.2016 | Rosenborg Trondheim | 2:0      | FK Bodø/Glimt  |
| 27.10.2016 | Strømsgodset IF     | 1:2      | Kongsvinger IL |

## Finale
| Kongsvinger IL                               | Kongsvinger IL | Rosenborg Trondheim | Rosenborg Trondheim |
| -------------------------------------------- | --- | --- | ------------------- |
| Kongsvinger IL                               | \| Finale \| \| 20. November 2016 in Oslo (Ullevaal-Stadion) \| \| Ergebnis: 0:4 (0:1) \| \| Zuschauer: 26.912 \| \| Schiedsrichter: Tore Hansen \| \| Spielbericht \|                                                                                       | \| Finale \| \| 20. November 2016 in Oslo (Ullevaal-Stadion) \| \| Ergebnis: 0:4 (0:1) \| \| Zuschauer: 26.912 \| \| Schiedsrichter: Tore Hansen \| \| Spielbericht \| | Rosenborg Trondheim |
| Kongsvinger IL                               | Otto Fredrikson, Fredrik Pålerud, Adrian Ovlien, Kirill Suslov (71. Espen Nystuen), Jørgen Richardsen, Ørjan Røyrane Martin Ellingsen, Harald Holter (68. Johan Vennberg), Hélio Pinto, Adem Güven (66. Mame Niang), Maikel Nieves Cheftrainer: Luís Pimenta | André Hansen, Jonas Svensson, Tore Reginiussen, Hólmar Örn Eyjólfsson, Jørgen Skjelvik, Mike Jensen, Anders Konradsen, Fredrik Midtsjø (80. Matthías Vilhjálmsson), Pål André Helland (82. Alex Gersbach), Christian Gytkjær, Mushaga Bakenga (70. Elbasan Rashani) Cheftrainer: Kåre Ingebrigtsen | Rosenborg Trondheim |
| Kongsvinger IL                               | 0:1 Helland (12.) 0:2 Reginiussen (50.) 0:3 Helland (63.) 0:4 Helland (65.) | | Rosenborg Trondheim |
| Kongsvinger IL                               | Holter (31.), Suslov (53.), Røyrane (61.), Niang (85.) | | Rosenborg Trondheim |
| Finale                                       | | |                     |
| 20. November 2016 in Oslo (Ullevaal-Stadion) | | |                     |
| Ergebnis: 0:4 (0:1)                          | | |                     |
| Zuschauer: 26.912                            | | |                     |
| Schiedsrichter: Tore Hansen                  | | |                     |
| Spielbericht                                 | | |                     |